# Плигин, Владимир Николаевич
Влади́мир Никола́евич Пли́гин (род. 19 мая 1960, Игнатово, Вологодская область) — российский предприниматель, адвокат, политический и государственный деятель. Депутат Государственной думы четвёртого, пятого и шестого созывов от партии «Единая Россия». Председатель комитета Госдумы по конституционному законодательству и государственному строительству Государственной думы IV—VI созывов. Заслуженный юрист Российской Федерации (2011). Координатор Либеральной платформы партии «Единая Россия», член российского Аналитического комитета. Член Высшего совета партии «Единая Россия», советник председателя Государственной думы (с 2018 года). Один из авторов «Юридической энциклопедии» (2001).

## Биография
Родился 19 мая 1960 года в деревне Игнатово Вологодской области. После окончания школы приехал в Ленинград и поступил на юридический факультет Ленинградского государственного университета (ЛГУ) им. А. А. Жданова. В студенческие годы познакомился с Дмитрием Козаком и Юрием Волковым, которые учились с Плигиным на одном факультете. Окончил университет в 1982 году, получив диплом с отличием. Дипломную работу защищал у А. А. Собчака. Поступил в аспирантуру ЛГУ, которую не закончил, так как работа над кандидатской диссертацией показалась ему «скучным занятием».
С 1982 года работал юристом-правоведом. В 1990 году поступил в аспирантуру Института государства и права РАН, где работал профессор М. М. Богуславский, с которым, по словам Плигина, у него были «дружеско-семейные отношения». Защитил кандидатскую диссертацию на тему «Признание и принудительное исполнение иностранных судебных решений в странах ЕС и ЕАСТ».
В 2022 году защитил докторскую диссертацию на тему «Проблема легитимности в современных политико-правовых учениях».

### Предпринимательская и адвокатская деятельность
В начале 1990-х годов Плигин и Богуславский создали юридическую фирму ТОО «Юст», по словам Плигина — «самый успешный и серьёзный юридический бизнес в России». В 1994 году ТОО «Юст» выступило соучредителем санкт-петербургского ТОО «Юридическая фирма „Юст“», среди других учредителей которого были Юрий Кравцов (председатель законодательного собрания Санкт-Петербурга в 1995—1999 годах) и Дмитрий Козак.
В 1996 году В. Н. Плигин получил статус адвоката в Московской областной коллегии адвокатов. Плигин занимался уголовными процессами, фигурантами которых были известные политики. В частности, представители «Юста» защищали бывшего главу КГБ СССР Владимира Крючкова, бывшего председателя законодательного собрания Санкт-Петербурга Юрия Кравцова, предпринимателя Бориса Березовского, Анатолия Собчака. Участвовал в процессе между авиакомпанией «Аэрофлот» и швейцарской фирмой «Андава», основным акционером которой являлся Борис Березовский.
В этот период Плигин был также связан с бизнесом — являлся представителем акционеров ФГУП «Госинкор», входил в советы директоров объединения «Туполев», ОАО «Авиастар», КБ «Номос-банк» и других, представлял интересы отечественных государственных организаций в международных судах. С конца 1990-х годов — судья Международного коммерческого арбитражного суда. Был заведующим кафедрой предпринимательского права Высшей школы приватизации и предпринимательства по специализации: иностранные инвестиции, гражданский, арбитражный и уголовный процесс, законодательство о природных ресурсах, международное частное право.
Решением VII съезда Ассоциации Юристов России который состоялся 3 декабря 2019 года в Москве ведущий научный сотрудник Института государства и права РАН Владимир Николаевич Плигин избран Председателем Ассоциации Юристов России на следующий срок полномочий.

### Политическая деятельность
7 декабря 2003 года был избран депутатом Государственной Думы, был членом фракции «Единая Россия», председателем Комитета Государственной Думы по конституционному законодательству и государственному строительству.
2 декабря 2007 года избран депутатом Государственной Думы РФ пятого созыва в составе федерального списка кандидатов, выдвинутого Всероссийской политической партией «Единая Россия», стал председателем того же комитета.
Член Генерального совета ВПП «Единая Россия», позже вошёл в Высший совет «Единой России», автор ряда статей и книг, соавтор учебника «Управление государственным имуществом».
В 2010 году занял второе место в рейтинге депутатов-лоббистов русского издания журнала Forbes.
На парламентских выборах 2016 года в территориальной группе «Единой России» по Санкт-Петербургу занял пятое место. Из-за низкой явки от группы в Госдуму были делегированы только два мандата, Плигин мог сохранить место в парламенте только в случае передачи мандата премьера Дмитрия Медведева.
С 2017 года советник председателя Государственной Думы РФ. Член Аналитического Комитета (Россия).
С января 2019 года назначен заместителем Председателя комиссии президиума Генерального Совета ЕР по международной деятельности. В комиссию так же вошли Алексей Громыко и Евгений Примаков-внук.

## Законодательные инициативы
При непосредственном участии В. Н. Плигина Государственной думой в 2003—2014 годах были приняты законы, предусматривающие:
- замену льгот денежными компенсациями;
- ужесточение наказания за нарушение Правил дорожного движения;
- отмену прямых выборов глав регионов;
- переход к выборам депутатов Государственной думы исключительно по партийным спискам, отмена выборов половины депутатов по одномандатным избирательным округам;
- «закон Ротенберга», предполагавший компенсацию арестованного за рубежом имущества Российским гражданам за счёт бюджета
- ужесточение государственного контроля за деятельностью некоммерческих организаций;
- отмену нижнего порога явки избирателей;
- введение запрета голосования «против всех»;
- повышение проходного барьера для партий на выборах депутатов Государственной думы до 7 %;
- ужесточение партийного законодательства[3][4];
- запрет в какой-либо форме участвовать в выборах, в том числе наблюдать за выборами, для НКО («иностранных агентов»)[11];
- ликвидацию Высшего Арбитражного Суда Российской Федерации[12][13].

## Санкции
12 мая 2014 года попал в санкционный список стран Евросоюза как «ответственный за содействие принятия законодательства об аннексии Крыма и Севастополя в состав России». 26 мая 2014 года попал в санкционные списки Черногории, Исландии, Норвегии, Албании и Лихтенштейна. Также был включён в санкционный список Канады и Украины, после российского вторжения в Украину, попал под санкции Швейцарии и Австралии.

## Сведения о доходах и собственности
Согласно официальной декларации, Плигин вместе с супругой получили за 2011 год доход в размере 8,5 млн рублей. В собственности супругов находятся 3 земельных участка общей площадью 3,55 тыс. квадратных метров, два жилых дома, две квартиры, «объект в дачном здании» и легковой автомобиль Audi.
По данным на 2007 год Плигину принадлежали доли в нескольких компаниях — 100 % в ООО «Юс-энерго», 25 % в ООО «Юст-офис», 20 % в ООО «Юст» и 14,3 % в ООО «Резервтрастком». По данным газеты «Коммерсантъ», в 2007 году Плигину также принадлежал участок площадью 25 гектаров в подмосковном посёлке Барвиха (район так называемой «Рублёвки»). Депутат планировал построить на этом участке элитный поселок, однако девелоперский проект не был осуществлен, и в мае 2012 года участок был выставлен на продажу Сбербанком со стартовой ценой 7,224 млрд рублей, которому фирмы Плигина были должны более 170 млн долларов.
По информации газеты «Ведомости», в Болгарии Плигину принадлежит домовладение общей площадью 171 м² и земельный участок площадью 500 м².

## Награды
Награждён орденом Почёта (2008), Заслуженный юрист Российской Федерации (2011), имеет Благодарность Президента Российской Федерации (2014) и Почётную грамоту Президента Российской Федерации (2016), орденом «За заслуги перед Отечеством» III (2025) и IV степени (2015), Почётной грамотой Правительства Российской Федерации (2015), Благодарностью Правительства Российской Федерации (2012), медалью Столыпина П. А. II степени (2016).

## Личная жизнь
В. Н. Плигин женат. Супруга — Нина Александровна — выпускница химического факультета ЛГУ, специалист в области ракетного топлива. У Плигиных два сына — старший Александр и младший Андрей.